# لیگ برتر فوتبال زنان لسوتو
لیگ برتر فوتبال زنان لسوتو (انگلیسی: Lesotho Women's Super League) بالاترین سطح مسابقات فوتبال زنان در کشور لسوتو است. این لیگ معادل زنانه لیگ برتر فوتبال مردان لسوتو به شمار می‌رود و نخستین‌بار در سال ۲۰۱۴ آغاز به کار کرد.
از سال ۲۰۲۱، قهرمان لیگ برترزنان لسوتو مجوز حضور در مرحله منطقه‌ای لیگ قهرمانان زنان کوسافا را دریافت می‌کند که دروازه‌ای به سوی لیگ قهرمانان زنان آفریقا محسوب می‌شود.

## باشگاه‌ها
در فصل ۲۵–۲۰۲۴، ۱۰ تیم در این رقابت‌ها حضور دارند.

## پرافتخارترین باشگاه
پرافتخارترین باشگاه این لیگ، باشگاه فوتبال زنان نیروی دفاعی لسوتو با ۷ عنوان قهرمانی است.

## قهرمانان
| فصل       | قهرمان                               |
| --------- | ------------------------------------ |
| ۲۰۱۵      | باشگاه فوتبال زنان نیروی دفاعی لسوتو |
| ۲۰۱۶      | باشگاه فوتبال ستوكو                  |
| ۲۰۱۷      | باشگاه فوتبال زنان نیروی دفاعی لسوتو |
| ۲۰۱۸      | باشگاه فوتبال زنان کیک‌فورلایف        |
| ۲۰۱۸–۲۰۱۹ | باشگاه فوتبال زنان نیروی دفاعی لسوتو |
| ۲۰۱۹–۲۰۲۰ | باشگاه فوتبال زنان نیروی دفاعی لسوتو |
| ۲۰۲۱      | باشگاه فوتبال زنان کیک‌فورلایف        |
| ۲۰۲۲      | باشگاه فوتبال زنان نیروی دفاعی لسوتو |
| ۲۰۲۳      | باشگاه فوتبال زنان نیروی دفاعی لسوتو |
| ۲۰۲۴      | باشگاه فوتبال زنان نیروی دفاعی لسوتو |
| ۲۰۲۵      | باشگاه فوتبال زنان کیک‌فورلایف        |